# المركز الاستشفائي الجامعي محمد السادس (مراكش)
المركز الإستشفائي الجامعي محمد السادس هو مركز إستشفائي جامعي يقع في مدينة مراكش. وهو تابع لوزارة الصحة. وهو يتكون من 4 مستشفيات وهي مستشفى ابن النفيس، مستشفى ابن طفيل، مستشفى الرازي، مستشفى الأم والطفل، بالإضافة إلى مركز للأنكولوجيا وأمراض الدم.

## تاريخ
تم إحداث المركز الإستشفائي الجامعي محمد الساس (مراكش) بموجب القانون رقم 82.00 المغير بموجبه القانون رقم 37.80 المتعلق بالمراكز الإستشفائية.

## الطاقة الاستعابية
- مستشفى ابن النفيس: 220 سرير
- مستشفى ابن طفيل: 409 سرير
- مستشفى الأم والطفل: 274 سرير
- مستشفى الرازي: 587 سرير
- مركز الأنكولوجيا وأمراض الدم: 86 سرير

## التخصصات
تتوفر المستشفيات التابعة للمركز الإستشفائي محمد السادس في مراكش على التخصصات التالية:
| المركز الإستشفائي الجامعي محمد السادس (مراكش) | المركز الإستشفائي الجامعي محمد السادس (مراكش) |
| المستشفى                                      | التخصصات |
| --------------------------------------------- | --- |
| مستشفى ابن النفيس                             | - الطب النفسي |
| مستشفى ابن طفيل                               | - جراحة العظام والصدمات - المساعدة الطبية الإستعجالية SAMU - الإنعاش الطبي الجراحي - جراحة الأعصاب - الجراحة العامة - جراحة الوجه والفكين - إنعاش أمراض النساء والتوليد - غسيل الدم - الأشعة - الإستشارة الخارجية - الرعاية التلطيفية - جراحة العيادات الخارجية - الولادة |
| مستشفى الرازي                                 | - علم أمراض التشريح - طب القلب - جراحة القلب والأوعية الدموية - جراحة التجميل والحروق - جراحة الصدر - جراحة البطن - طب الأمراض الجلدية - طب الغدد الصماء - الاستكشاف الوظيفي - طب الجهاز الهضمي - مختبر الكيمياء الحيوية - مختبر أمراض الدم - مختبر علم المناعة - مختبر علم الأحياء الدقيقة - الأمراض المعدية - الطب الباطني - طب الكلى - جراحة الأعصاب - طب الجهاز العصبي - طب العيون - طب الأنف والأذن والحنجرة - طب الرئة - الأشعة - الروماتيزم - جراحة العظام - جراحة المسالك البولية - الطب الفيزيائي وإعادة التأهيل - الصيدلية المركزية |
| مستشفى الأم والطفل                            | - حالات طوارئ الأطفال - استشارة في أمراض النساء - طب الأطفال - الأشعة - طب حديثي الولادة - طب النساء - إنعاش الأطفال - العلاج الطبيعي |
| مركز الأنكولوجيا وأمراض الدم                  | - العلاج بالأشعة - الطب النووي - زراعة النخاع - أمراض الدم - علاج الأورام |